# Лалим, Патрик
Патрик Лалим (англ. Patrick Lalime; род. 7 июля 1974, Сент-Бонавентур) — канадский хоккеист, игравший на позиции вратаря. После завершения карьеры работает хоккейным экспертом на канадском телевидении.

## Карьера
На драфте НХЛ в 1993 году был выбран в 6-м раунде под общим 156-м номером клубом «Питтсбург Пингвинз». После выбора на драфте вернулся в «Шавиниган Катарактес», где продолжил хоккейную карьеру. В дальнейшем играл за фарм-клубы «Пингвинз» «Хэмптон Роудс Адмиралс» и «Кливленд Люмберджекс».
Дебютировал в НХЛ 16 ноября 1996 года в матче с «Нью-Йорк Рейнджерс», который закончился поражением пингвинов со счётом 8:3, по ходу матча он заменил Реггета. В своём первом сезоне он стал уверенным бэкапом Регетта, отыграв 39 матчей с 21 победой и 3 шатаутами. Также по итогам сезона он был включён в команду новичков НХЛ. По окончании сезона, так и не сумев продлить контракт, он был отправлен в «Гранд-Рапидс Гриффинс», где провёл хороший сезон.
24 марта 1998 года был обменян в «Майти Дакс оф Анахайм». Не сумев закрепиться в «Анахайме», он играл за фарм-клуб  «Канзас-Сити Блейдс», в котором улучшал свою статистику по количеству сейвов.
18 июня 1999 года был обменян в «Оттаву Сенаторз», где по ходу сезона он стал основным вратарём. За «Оттаву» он играл до 2004 года, регулярно обновляя и улучшая свои показатели. По ходу сезона 2002/2003 он был одним из лучших вратарей лиги
по разным показателям, включая шатауты и процент отражённых бросков.
Сезон 2004/05 был отменён из-за локаута, в дальнейшем играл за «Сент-Луис Блюз» (2005―2006), «Чикаго Блэкхокс» (2006—2008) и «Баффало Сейбрз» (2008—2011). В этих командах он был как правило резервным вратарём, проигрывая конкуренцию более сильным вратарям и пропуская матчи из-за разных травм.
По окончании карьеры стал хоккейным экспертом на канадском телевидении.